# Étienne Dive
Étienne Dive, né à Dax le 17 septembre 1774 et décédé à Mont-de-Marsan le 10 mars 1849, est un pharmacien, chimiste et homme politique français.

## Biographie
Étienne Dive est le fils de Jacques Dive et d'Hélène Navarre. Il effectue des études de pharmacie à Paris, où il a comme professeurs des chimistes tels Nicolas-Louis Vauquelin et Antoine-François Fourcroy, qui le poussent à se tourner vers la recherche. 
Attaché aux hôpitaux militaires, il participe aux guerres de la Révolution française en suivant les troupes en campagne et soignant notamment les blessés sur le champ de bataille de Zürich de 1799. Reçu maitre en pharmacie à la fin de ses études, il revient dans le département des Landes et s'installe à Peyrehorade en 1801. Il y exerce la profession de pharmacien tout en s'intéressant en parallèle à la chimie et aux applications pratiques qu'induisent ses découvertes.
Jean-Marie Valentin-Duplantier, préfet des Landes de 1802 à 1810, l'incite à venir s'installer à Mont-de-Marsan pour y poursuivre ses recherches. Étienne Dive achète la maison Cazaulx et y fonde une pharmacie en 1816. Il travaille en parallèle sur les produits résineux et les extraits qu'il en obtient (colophane et essence de térébenthine). Ainsi, à partir de 1822, il loue la  la rotonde de la Vignotte pour y installer son laboratoire de distillation de matières résineuses. Ses travaux de recherche portent également sur la pomme-de-terre, le pastel et la fabrication d'engrais chimiques dont il préconise l'utilisation en agriculture. Il devient de ce fait un des membres les plus actifs de la Société d'agriculture, sciences, lettres et arts des Landes (créée en 1798 et présidée par Valetin-Duplantier), dont il est durant de nombreuses années le trésorier. Élu membre de l'Académie royale de médecine à Paris, il participe aussi aux travaux de la Société de Pharmacie.
Conseiller municipal de Mont-de-Marsan, il est le créateur de la bibliothèque municipale.

## Succession
Étienne Dive épouse Victoire Laborde. Leur fils, Hippolyte Dive (Mont-de-Marsan, 4 juillet 1814 - 15 mars 1881), également pharmacien, s'intéresse à la chimie et fait des recherches remarquées sur le pin maritime et les produits résineux dérivés, ce qui lui vaut d'être promu par décret du 12 octobre 1864 au grade de Chevalier de la Légion d'Honneur. Avant cela, il rachète en 1860 avec le marquis de Cornulier la rotonde de la Vignotte et les terrains qui en dépendent. Il poursuit ainsi ses travaux de recherche dans le laboratoire installé dans l'édifice tandis que le marquis de Cornulier implante sur les terrains une scierie, des moulins à huile de lin et de colza, un haut-fourneau et une forge, créant ainsi une petite zone d'activité dans le quartier industriel de Saint-Jean-d'Août.